# Paul Sparks
Paul Sparks, né le 16 octobre 1971, est un acteur américain.

## Biographie
Paul Sparks est né le 16 octobre 1971. Il et grandit à Lawton dans l'Oklahoma. 
Son père, Mike Sparks, était un entraineur de football américain dans un lycée et sa mère, Jane (née Ellis) Sparks, enseignante au primaire. 
Il obtient une bourse pour l’université où il étudie la chimie à l’université d’Oklahoma City mais laisse tomber cette filière pour se centrer sur des études d’art dramatique à l'Université de New York, Tisch School of the Arts où il obtient son diplôme (Bachelor of Fine Arts) en 1995. 

### Vie privée
Il est marié à Annie Parisse, également actrice. Ensemble ils ont deux enfants, Emmett, né en 2009 et Lydia, née en 2014.

## Carrière
Il commence sa carrière en 1998 dans un épisode de Trinity. Puis on le retrouve au début des années 2000 dans les séries,  New York, police judiciaire, New York, unité spéciale et New York, section criminelle. 
En 2005, il fait ses premiers pas au cinéma dans le film d'horreur Headspace d'Andrew van den Houten. L'année suivante, il tourne aux côtés de Famke Janssen dans The Treatment d'Oren Rudavsky et la série Brotherhood. 
En 2008, il est présent dans le film Manipulation avec Hugh Jackman, Ewan McGregor et Michelle Williams, ainsi que Synecdoche, New York de Charlie Kaufman (avec Philip Seymour Hoffman et Michelle Williams) et également Afterschool d'Antonio Campos,  
En 2010, il obtient un rôle régulier dans la série sur la prohibition Boardwalk Empire, portée par Steve Buscemi. Après l’arrêt de la série en 2015, il rejoint la série adulée par la critique House of Cards à partir de la saison 3 en se glissant dans la peau d’un écrivain qui écrit sur le couple politique Kevin Spacey et Robin Wright. 
Toujours en 2015, il incarne le patron de Riley Keough dans The Girlfriend Experience, inspirée du film du même nom de Steven Soderbergh. 
En 2016, il tourne une seconde fois sous la direction de Jeff Nichols, après Mud : Sur les rives du Mississippi, dans Midnight Special où il incarne un agent du gouvernement fédéral et où il tourne aux côtés de Michael Shannon une troisième fois. L'année suivante, il joue de nouveau avec Hugh Jackman dans The Greatest Showman.
En 2018, il joue au cinéma dans Pur-sang avec Anya Taylor-Joy, Olivia Cooke et le regretté Anton Yelchin et à la télévision dans la mini-série Waco et Sweetbitter.
En 2021, il joue avec Rose Byrne dans la série Physical, puis aux côtés de sa femme, Annie Parisse, dans Giving Birth to a Butterfly.

## Filmographie

### Cinéma

#### Longs métrages
- 2005 : Headspace d'Andrew van den Houten : Jason
- 2006 : The Treatment d'Oren Rudavsky : Andre
- 2007 : Blackbird d'Adam Rapp : Baylis
- 2008 : Manipulation (Deception) de Marcel Langenegger : Détective Burke
- 2008 : Synecdoche, New York de Charlie Kaufman : Derek
- 2008 : Afterschool d'Antonio Campos : Détective Eclisse
- 2008 : Rachel se marie (Rachel Getting Married) de Jonathan Demme : Un homme
- 2008 : The Understudy de David Conolly et Hannah Davis : Bobby
- 2009 : The Missing Person de Noah Buschel : Gus Papitos
- 2010 : Hors de contrôle (Edge of Darkness) de Martin Campbell : Un détective de police
- 2010 : La beauté du geste (Please Give) de Nicole Holofcener : Un homme
- 2011 : Return de Liza Johnson : Ed
- 2012 : Mud : Sur les rives du Mississippi (Mud) de Jeff Nichols : Carver
- 2012 : Forgetting the Girl de Nate Taylor : Tanner
- 2012 : Sparrows Dance de Noah Buschel  : Wes
- 2013 : Parkland de Peter Landesman : Harry McCormick
- 2013 : Trust Me de Clark Gregg : Ray
- 2014 : Early Light de Geoffray Barbier : Ned
- 2015 : Stealing Cars de Bradley Kaplan : Conrad Sean Lewis
- 2016 : Midnight Special de Jeff Nichols : Agent Miller
- 2016 : All the Birds Have Flown South de Joshua H. Miller et Miles B. Miller : Stephen
- 2016 : Buried Child de Scott Elliot et David Horn : Tilden
- 2016 : In the Radiant City de Rachel Lambert : Michael Yurley
- 2017 : The Greatest Showman de Michael Gracey : James Gordon Bennett
- 2018 : Pur-sang (Thoroughbreds) de Cory Finley : Mark
- 2019 : Human Capital de Marc Meyers : Jon
- 2020 : The Lovebirds de Michael Showalter : Moustache
- 2021 : Giving Birth to a Butterfly de Theodore Schaefer : Daryl
- 2021 : Hands that Bind de Kyle Armstrong : Andy Hollis
- 2023 : The Bikeriders de Jeff Nichols : Gary Rogue Leader

#### Courts métrages
- 2006 : Doris de Sean Durkin : Hubert
- 2008 : Off Season de Deena Lombardi : Ben
- 2008 : A Clean Well-Lighted Place de Joshua Weber
- 2014 : Wallace d'Ian McCulloch : Fredrick

### Télévision

#### Séries télévisées
- 1998 : Trinity : Rod
- 2000 : New York, police judiciaire (Law and Order) (saison 10, épisode 13) : Paul Luterik
- 2001 : New York, unité spéciale (Law and Order : Special Victims Unit) (saison 2, épisode 18) : Marvin Posey / Marty Potter
- 2005 : New York, section criminelle (Law and Order : Criminal Intent) (saison 4, épisode 17) : Keith Durbin
- 2006 : Brotherhood : Aaron
- 2010 - 2014 : Boardwalk Empire : Mickey Doyle
- 2011 : Mildred Pierce : Ted Hobey
- 2012 - 2013 : Underemployed : Guy Doyle
- 2013 : Person of Interest : Wilson
- 2014 : Believe : Karl McKenzie
- 2015 - 2018 : House of Cards : Thomas Yates
- 2016 : The Girlfriend Experience : David Tellis
- 2016 : The Night Of : Don Taylor
- 2017 : The Crown : Révérend Billy Graham
- 2017 : Get Shorty : Owen
- 2018 : Waco : Steve Schneider
- 2018 : Random Acts of Flyness : Joel
- 2018 - 2019 : Sweetbitter : Howard
- 2019 : Castle Rock : John 'Ace' Merrill
- 2021 : Physical : John Breem
- 2021 : Joe Pickett : Wacey Hedeman

## Voix francophones
En France, Alexis Victor est la voix régulière de Paul Sparks, l'ayant doublé à huit reprises, depuis 2015. En parallèle, Yann Guillemot lui a aussi prêté sa voix à trois occasions.

## Récompenses et nominations
| Année | Association                    | Catégorie                                                  | Œuvre                              | Résultat   |
| ----- | ------------------------------ | ---------------------------------------------------------- | ---------------------------------- | ---------- |
| 2000  | Drama Desk Awards              | Meilleur acteur                                            | Coyote on a Fence                  | Nomination |
| 2004  | Drama Desk Awards              | Meilleur acteur                                            | Blackbird                          | Nomination |
| 2005  | Drama Desk Awards              | Meilleur acteur                                            | Orange Flower Water                | Nomination |
| 2007  | Drama Desk Awards              | Meilleur acteur                                            | Essential Self-Defense             | Nomination |
| 2010  | Screen Actors Guild Awards     | Meilleure distribution pour une série télévisée dramatique | Boardwalk Empire                   | Lauréat    |
| 2011  | Screen Actors Guild Awards     | Meilleure distribution pour une série télévisée dramatique | Boardwalk Empire                   | Lauréat    |
| 2011  | Drama Desk Awards              | Meilleur acteur                                            | Dusk Rings a Bell                  | Nomination |
| 2012  | Screen Actors Guild Awards     | Meilleure distribution pour une série télévisée dramatique | Boardwalk Empire                   | Nomination |
| 2013  | Screen Actors Guild Awards     | Meilleure distribution pour une série télévisée dramatique | Boardwalk Empire                   | Nomination |
| 2013  | Film Independent Spirit Awards | Prix Robert-Altman                                         | Mud : Sur les rives du Mississippi | Lauréat    |
| 2014  | Screen Actors Guild Awards     | Meilleure distribution pour une série télévisée dramatique | Boardwalk Empire                   | Nomination |
| 2016  | Lucille Lortel Awards          | Meilleur acteur                                            | Buried Child                       | Nomination |
| 2016  | Primetime Emmy Awards          | Meilleur acteur invité dans une série télévisée            | House of Cards                     | En attente |